# Ткачук, Иван Алексеевич
Иван Алексеевич Ткачук (1919—1945) — майор Рабоче-крестьянской Красной Армии, участник Великой Отечественной войны, Герой Советского Союза (1945).

## Биография
Иван Ткачук родился 24 февраля 1919 года в селе Жижниковцы (ныне — Белогорский район Хмельницкой области Украины). Окончил техникум лесного хозяйства. В 1940 году Ткачук был призван на службу в Рабоче-крестьянскую Красную Армию. В 1941 году он окончил Орловское танковое училище. С октября того же года — на фронтах Великой Отечественной войны.
К январю 1945 года майор Иван Ткачук командовал 126-м танковым полком 17-й гвардейской механизированной бригады 6-го гвардейского механизированного корпуса 4-й танковой армии 1-го Украинского фронта. Отличился во время форсирования Одера. 23 января 1945 года полк Ткачука одним из первых вышел к Одеру и своим огнём поддержал переправу стрелковых частей. Переправившись на плацдарм на западном берегу Одера в районе города Кёбен (ныне — Хобеня), части полка Ткачука успешно отражал немецкие контратаки. 4 февраля 1945 года Ткачук погиб в бою, его тело сгорело в танке.
Указом Президиума Верховного Совета СССР от 10 апреля 1945 года за «образцовое выполнение заданий командования, мужество и героизм, проявленные при форсировании реки Одер и в боях на захваченном плацдарме» майор Иван Ткачук посмертно был удостоен высокого звания Героя Советского Союза. Также был награждён орденами Ленина, Красного Знамени, Отечественной войны 2-й степени и Красной Звезды, рядом медалей.
В честь Ткачука названа школа в Белогорье.